# S/2019 S 1
S/2019 S 1是土星的一颗天然卫星。其发现于2021年11月16日由爱德华·阿什顿、布雷特·格拉德曼、让-马克·佩蒂和迈克·亚历山德森通过加拿大-法国-夏威夷望远镜在2019年7月1日至2021年6月14日期间的观测结果宣布。
S/2019 S 1的直径约为5公里，以顺行的方式绕土星公转，平均距离为11.2百万公里，公转周期为443.78天，轨道倾角为44°，轨道离心率为0.623。它属于因纽特群顺行不规则卫星，并且是土星最内侧的不规则卫星之一。它可能是土卫二十四（基维尤克）和土卫二十二（伊耶拉克）的碰撞碎片，这两颗卫星具有非常相似的轨道要素。
这颗卫星的离心轨道每千年会多次使其靠近土卫八，最近距离可达1.5百万公里。